# Фрейзер, Элизабет
Элизабет Дэвидсон Фрейзер  - шотландская певица, автор песен и музыкант. Наиболее известна как вокалистка новаторской дрим-поп группы Cocteau Twins, которая добилась международного успеха в основном во второй половине 1980-х годов. Их студийные альбомы Victorialand (1986) и Heaven or Las Vegas (1990) вошли в первую десятку британских чартов альбомов. Другие альбомы группы, включая Blue Bell Knoll (1988), Four-Calendar Café (1993) и Milk &amp; Kisses. (1996) попали в топ альбомов Billboard 200 в США, а также топ-20 в Великобритании. Она также выступала в составе группы 4AD This Mortal Coil, в том числе на сингле 1983 года « Song to the Siren », и в качестве гостя с Massive Attack на их сингле 1998 года « Teardrop ».
Альбом Heaven or Las Vegas был включен в книгу « 1001 альбом, который вы должны услышать »  и занял 218-е место в третьем издании « 1000 лучших альбомов Колина Ларкина всех времен ». В 2020 году журнал Rolling Stone поместил его на 245-е место в своем списке 500 величайших альбомов всех времен .  Четыре студийных альбома Cocteau Twins заняли первое место в UK Indie Chart .
Когда Cocteau Twins распались, Фрейзер начала довольно сдержанную сольную карьеру и выступала в качестве приглашенного вокалиста для других артистов. В 2000 году она появилась вместе с Полом Бьюкененом и Питером Гэбриелом в программе Later... with Jools Holland, исполнив «Downside-Up». В 2000 году она выпустила сингл «Underwater» и девять лет спустя «Moses». Согласно непроверенной информации, на данный момент Фрейзер записала достаточно материала для дебютного сольного студийного альбома; однако дата выпуска или дополнительная информация неизвестны. В 2022 году Фрейзер выпустила EP Sun's Signature, который включает переработанную версию ее сингла 2000 года «Underwater». В мае 2022 года Фрейзер и бывшие соратники по группе Робин Гатри и Саймон Рэймонд были награждены премией Visionary Award от The Ivors Academy .
Ее характерный стиль на протяжении всей карьеры получал высокие оценки критиков. Журналист Melody Maker Стив Сазерленд однажды назвал ее «голосом Божьим».  Критик Джейсон Анкени описала ее как «совершенно уникальную исполнительницу, чей стремительный оперный вокал основан не столько на неком существующем языке, сколько на субъективных звуках и вербализованном выражении эмоций».

## Биография

### Ранние годы
Фрейзер родилась и выросла в Грейнджмуте, который она описала как «темный и душный промышленный городок». Ее мать работала на заводе. Она была младшей из шести детей. В подростковом возрасте у нее развились расстройства пищевого поведения, и она заболела булимией . В 1996 году Фрейзер рассказала, что подверглась сексуальному насилию со стороны зятя и, возможно, своего отца, и что в 16 лет она была вынуждена покинуть семейный дом из-за того, что выглядела как панк. Музыка была важна и представляла собой побег; в то время на руках у Фрейзер были татуированные портреты ее героев, таких как Сьюзи Сью. Она встретила своего партнера Робина Гатри в 17 лет; «Что нас сближало, так это то, что у меня не было собственных идей и мнений, а у него их было много — достаточно для нас обоих. Нас влекло друг к другу по неправильным причинам».